# Rhabdalestes leleupi
Rhabdalestes leleupi là một loài cá thuộc họ Alestiidae. Nó được tìm thấy ở Kenya và Tanzania. Các môi trường sống tự nhiên của chúng là sông và hồ nước ngọt.